# Encanto (Original Motion Picture Soundtrack)
Encanto (Original Motion Picture Soundtrack) è la colonna sonora del film d'animazione Encanto, pubblicata il 19 novembre 2021 dalla Walt Disney Records.

## Tracce
Testi di Lin-Manuel Miranda, musiche di Germaine Franco.
1. Stephanie Beatriz, Olga Merediz e il cast di Encanto – The Family Madrigal – 4:17
2. Stephanie Beatriz – Waiting on a Miracle – 2:41
3. Jessica Darrow – Surface Pressure – 3:22
4. Adassa, Stephanie Beatriz, Mauro Castillo, Rhenzy Feliz, Carolina Gaitán, Diane Guerrero e il cast di Encanto – We Don't Talk About Bruno – 3:36
5. Stephanie Beatriz e Diane Guerrero – What Else Can I Do? – 2:59
6. Sebastián Yatra – Dos oruguitas – 3:34
7. Adassa, Stephanie Beatriz, John Leguizamo, Olga Merediz, Maluma e il cast di Encanto – All of You – 4:38
8. ¡Hola casita! – 0:46
9. Carlos Vives – Colombia, mi encanto – 2:55
10. Sebastián Yatra – Two oruguitas – 3:34
11. Abre los ojos – 3:16
12. Meet la familia – 2:08
13. I Need You – 2:27
14. Antonio's Voice – 2:14
15. El baile madrigal – 2:50
16. The Cracks Emerge – 1:22
17. Tenacious Mirabel – 1:35
18. Breakfast Questions – 1:25
19. Bruno's Tower – 0:52
20. Mirabel's Discovery – 2:56
21. The Dysfunctional Tango – 2:42
22. Chasing the Past – 2:26
23. Family Allies – 1:15
24. The Ultimate Vision – 2:10
25. Isabela la perfecta – 1:20
26. Las hermanas pelean – 1:17
27. The House Knows – 1:28
28. La candela – 3:20
29. El río – 1:27
30. It Was Me – 1:20
31. El camino de Mirabel – 2:09
32. Mirabel's Cumbia – 2:48
33. The Rat's Lair – 1:21
34. Tío Bruno – 2:23
35. Impresiones del encanto – 2:29
36. La cumbia de Mirabel (feat. Christian Camilo Peña) – 2:46
37. The Family Madrigal (Instrumental) – 4:17
38. Waiting on a Miracle (Instrumental) – 2:41
39. Surface Pressure (Instrumental) – 3:22
40. We Don't Talk About Bruno (Instrumental) – 3:35
41. What Else Can I Do? (Instrumental) – 2:59
42. Dos oruguitas (Instrumental) – 3:34
43. All of You (Instrumental) – 4:53
44. Colombia, mi encanto (Instrumental) – 2:54

## Successo commerciale
In seguito al successo del brano We Don't Talk About Bruno sulla piattaforma TikTok, nella pubblicazione dell'8 gennaio 2022 la colonna sonora è salita dalla 110ª alla 7ª posizione della Billboard 200 statunitense grazie a 41 000 unità equivalenti. La settimana seguente ha raggiunto la vetta con altre 72 000 unità, divenendo la quinta colonna sonora di un film animato Disney ad imporsi in prima posizione in classifica.

## Classifiche

### Classifiche settimanali
| Classifica (2022)         | Posizione massima |
| ------------------------- | ----------------- |
| Australia                 | 1                 |
| Austria                   | 5                 |
| Belgio (Fiandre)          | 8                 |
| Belgio (Vallonia)         | 5                 |
| Canada                    | 2                 |
| Danimarca                 | 9                 |
| Finlandia                 | 18                |
| Francia                   | 13                |
| Germania                  | 8                 |
| Grecia                    | 67                |
| Irlanda (compilation)     | 1                 |
| Islanda                   | 8                 |
| Italia                    | 27                |
| Lituania                  | 54                |
| Norvegia                  | 5                 |
| Nuova Zelanda             | 1                 |
| Paesi Bassi               | 4                 |
| Regno Unito (compilation) | 1                 |
| Spagna                    | 5                 |
| Stati Uniti               | 1                 |
| Svizzera                  | 11                |

### Classifiche di fine anno
| Classifica (2022) | Posizione |
| ----------------- | --------- |
| Australia         | 15        |
| Austria           | 34        |
| Belgio (Fiandre)  | 38        |
| Belgio (Vallonia) | 33        |
| Canada            | 12        |
| Francia           | 61        |
| Germania          | 52        |
| Nuova Zelanda     | 19        |
| Paesi Bassi       | 37        |
| Stati Uniti       | 6         |
| Svizzera          | 54        |
| Classifica (2023) | Posizione |
| Stati Uniti       | 187       |